# Ponerorchis omeishanica
Ponerorchis omeishanica är en orkidéart som först beskrevs av Tang, F.T.Wang och Kai Yung Lang, och fick sitt nu gällande namn av S.C.Chen, P.J.Cribb. Ponerorchis omeishanica ingår i släktet Ponerorchis och familjen orkidéer. Inga underarter finns listade i Catalogue of Life.